# Marquesado de Campo Franco
El marquesado de Campo Franco es un título nobiliario español creado el 28 de agosto de 1718 por el rey Felipe V a favor de Antonio Pueyo y Dameto, Palma de Mallorca (Islas Baleares), 1659 – 1725. Regidor perpetuo del primer Ayuntamiento borbónico de Palma.

## Marqueses de Campo Franco
|                       | Titular                                     | Periodo               |
| Creación por Felipe V | Creación por Felipe V                       | Creación por Felipe V |
| --------------------- | ------------------------------------------- | --------------------- |
| I                     | Antonio Pueyo y Dameto                      | 1718-1753             |
| II                    | Nicolás de Pueyo y Rosiñol                  | 1753-¿?               |
| III                   | José Pueyo y Pueyo                          | ¿?-1819               |
| IV                    | María Josefa Pueyo y Chacón                 | 1819-1848             |
| V                     | Dionisia Gual y Salas                       | 1848-1894             |
| VI                    | Antonio Roten y Gual                        | 1894-1924             |
| VII                   | Antonio Roten y Sureda                      | 1924-1963             |
| VIII                  | Juan Miguel de Roten y Sureda               | 1963-2011             |
| IX                    | María Almudena de Padura y España           | 2012-2017             |
| X                     | Juan Miguel Ferrer de Sant Jordi y Montaner | 2017-2022             |
| XI                    | Hugo Antonio Ferrer de Sant Jordi y Riera   | 2023-actual titular   |